# Until Now (album)
Until Now - album szwedzkiej grupy muzycznej Swedish House Mafia, który jest drugim albumem w karierze grupy. Wydany 22 października 2012.

## Utwory
- Save the World - pierwszy singel z gościnnym udziałem wokalnym Johna Martina.
- Antidote - drugi singel skomponowany wspólnie z dubstepową grupą Knife Party.
- Greyhound - trzeci singel.
- Don't You Worry Child - czwarty singel z gościnnym udziałem wokalnym Johna Martina.

## Lista utworów
1. "Greyhound" - Swedish House Mafia
2. "Here We Go" - Hard Rock Sofa & Swanky Tunes
3. "In My Mind (Axwell Remix)" - Ivan Gough & Feenixpawl feat. Georgi Kay
4. "Calling (Lose My Mind)" - Sebastian Ingrosso & Alesso feat. Ryan Tedder
5. "Atom"/"Leave the World Behind" - Nari & Milani/Axwell, Sebastian Ingrosso, Angello & Laidback Luke
6. "Antidote (Radio Edit)" - Swedish House Mafia vs. Knife Party
7. "Walking Alone"/"Miami 2 Ibiza" - Dirty South & Those Usual Suspects feat. Erik Hecht/Swedish House Mafia vs. Tinie Tempah
8. "Resurrection (Axwell Mix)"/"Paradise" - Michael Calfan/Coldplay
9. "The Wave (Thomas Gold Mix)" - Miike Snow
10. "Ladi Dadi (Tommy Trash Remix)"/"Sing 2 Me"/"Alright" - Steve Aoki feat. Wynter Gordon/Thomas Gold/Red Carpet
11. "The Island (Steve Angello, AN21 and Max Vangeli Remix)" - Pendulum
12. "Lights" - Steve Angello & Third Party
13. "Raise Your Head"/"Epic" - Alesso/Sandro Silva & Quintino
14. "Three Triangles"/"Trio"/"Teenage Crime" - Hardwell/Arty, Matisse & Sadko/Adrian Lux
15. "Reload" - Sebastian Ingrosso & Tommy Trash
16. "Euphoria (Swedish House Mafia Extended Dub)" - Usher
17. "Don't You Worry Child (Radio Edit)" - Swedish House Mafia feat. John Martin
18. "Beating Of My Heart (Matisse and Sadko Remix)"/"Sweet Disposition" - M-3OX feat. Heidrun/The Temper Trap
19. "Every Teardrop Is a Waterfall" - Coldplay vs. Swedish House Mafia
20. "You've Got The Love (Mark Knight Remix)"/"One" - Florence and the Machine/Swedish House Mafia
21. "Heart Is King"/"Save The World (Knife Party Remix)" - Axwell/Swedish House Mafia
22. "Save The World"/"Punk (Arty Remix)" - Swedish House Mafia/Ferry Corsten